# Lijst van Stolpersteine in Hillegom

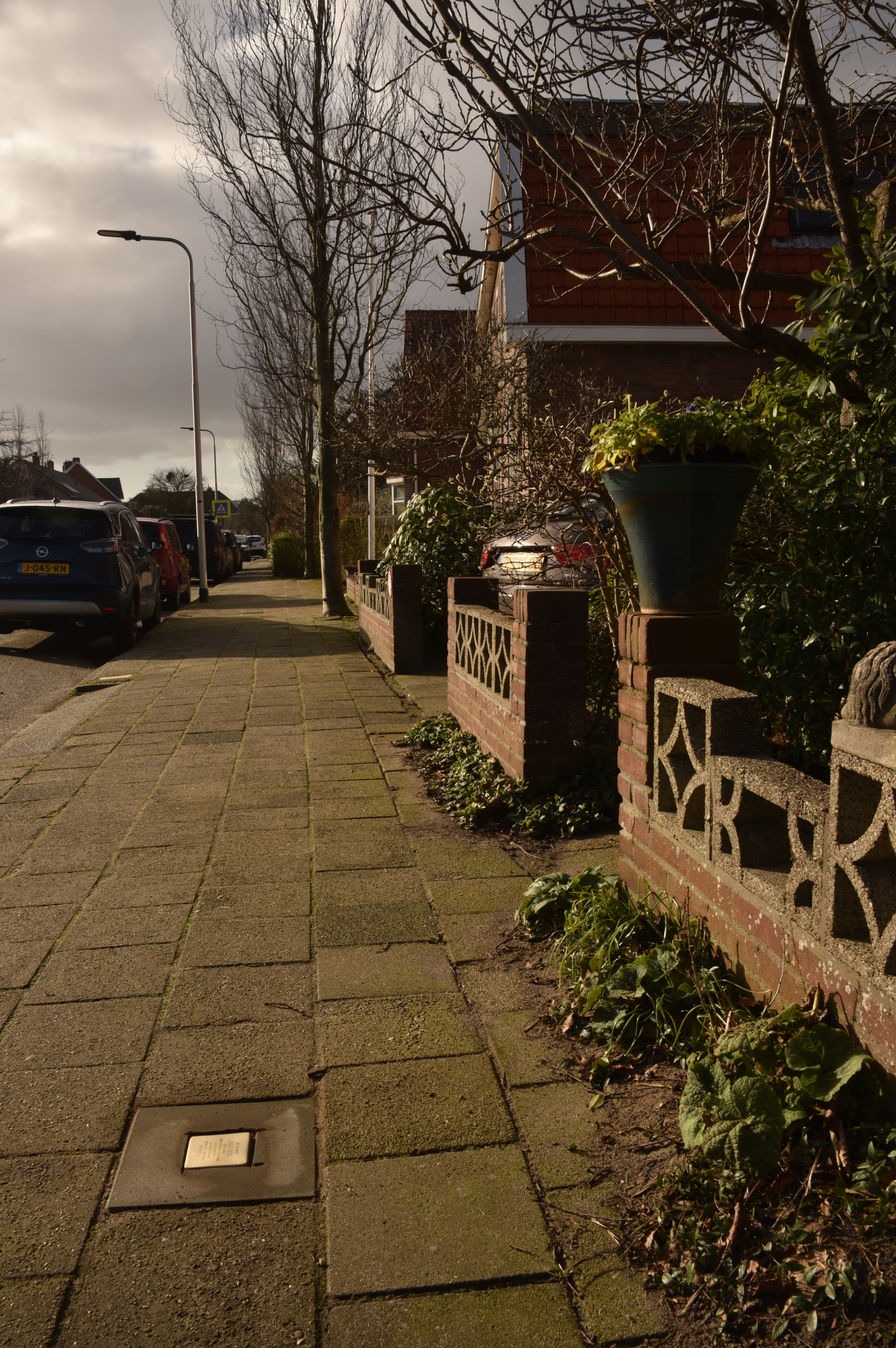
Stolperstein voor Jakob Roth

De lijst van Stolpersteine in Hillegom geeft een overzicht van de Stolpersteine in de Nederlandse gemeente Hillegom in de Nederlandse provincie Zuid-Holland die zijn geplaatst in het kader van het Stolpersteine-project van de Duitse beeldhouwer-kunstenaar Gunter Demnig.
Omdat het Stolpersteine-project doorloopt, kan deze lijst onvolledig zijn.

## Stolpersteine
In Hillegom ligt een Stolperstein.
| Stolperstein | Inscriptie | Adres                      | Herdachte persoon      |
| ------------ | --- | -------------------------- | ---------------------- |
|              | HIER WOONDE JAKOB ROTH GEB. 1908 GEÏNTERNEERD 22–2–1943 GEDEPORTEERD UIT WESTERBORK VERMOORD AUG–1943 DOROHUCZA | Hillegom, 2e Loosterweg 84 | Jakob Roth (1908–1943) |

## Data van plaatsingen
- 25 november 2021: Hillegom[4]